# Propriétés du Saint-Siège en Italie
Les propriétés du Saint-Siège sont régies par les accords du Latran, signés avec le royaume d'Italie. Bien que faisant partie du territoire italien, certaines d'entre elles jouissent de l'extraterritorialité.

## Cité du Vatican

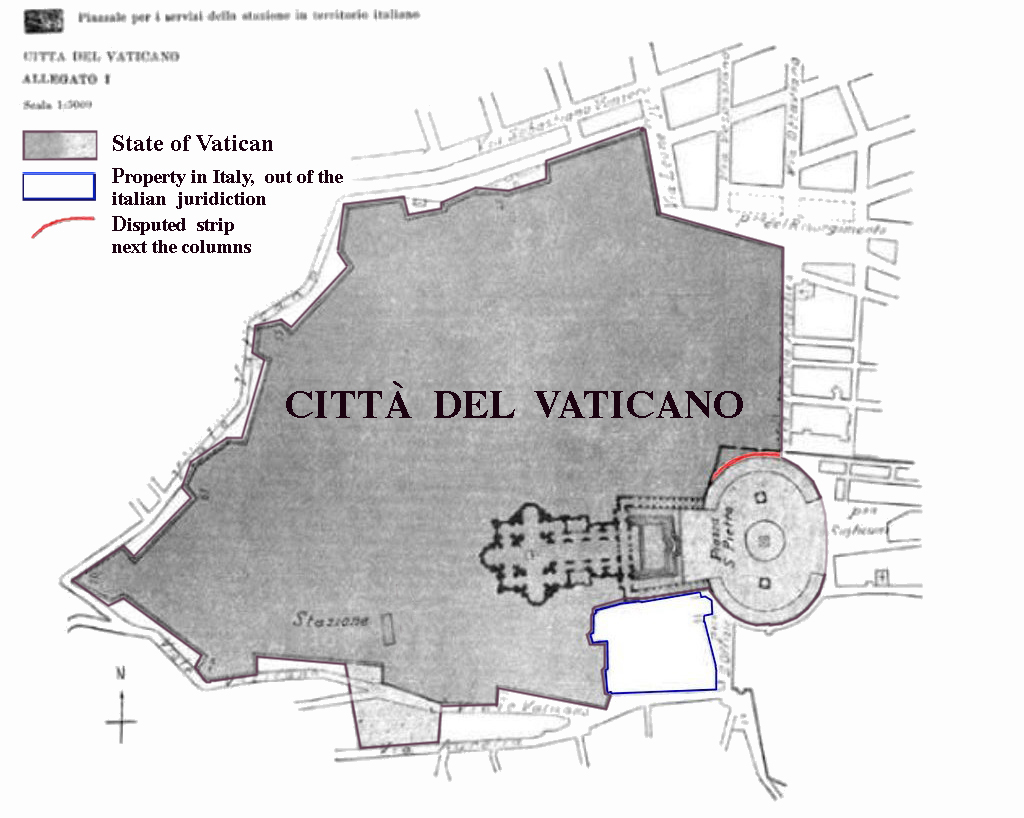
Carte des limites du Vatican, annexée aux accords du Latran en 1929.

De par les accords du Latran, signés en 1929 avec l'Italie, le Saint-Siège exerce sa souveraineté sur l'État du Vatican, enclavé dans Rome. 

## Propriétés bénéficiant des droits d'extraterritorialité
Le Saint-Siège dispose également en Italie de propriétés en dehors du Vatican, disposant pour la plupart d'un régime d'extraterritorialité,. Au total, ces propriétés recouvrent environ 0,7 km2, soit près du double du Vatican lui-même.

## Propriétés ne bénéficiant pas des droits d'extraterritorialité

### Dans Rome
- Palais des Saints-Apôtres, adjacent à la basilique des Saints-Apôtres
- Palais contigu à l'église San Carlo ai Catinari
- Palais Gabrielli-Borromeo ou Collège Bellarmino sur la via del Seminario sur la Via del Seminario à côté de l'église Saint-Ignace-de-Loyola (Rome)
- Institut archéologique, Institut pontifical oriental, Collège lombard et Collège Russicum, sur la piazza Santa Maria Maggiore
- Palais de l'Université pontificale de la Sainte-Croix et de la Domus Internationalis Paulus VI, entre la piazza Sant'Apollinare et la via della Serola
- Retraites pour le clergé des saint Jean et Paul, y compris le nymphéum de Néron, sur le Cælius

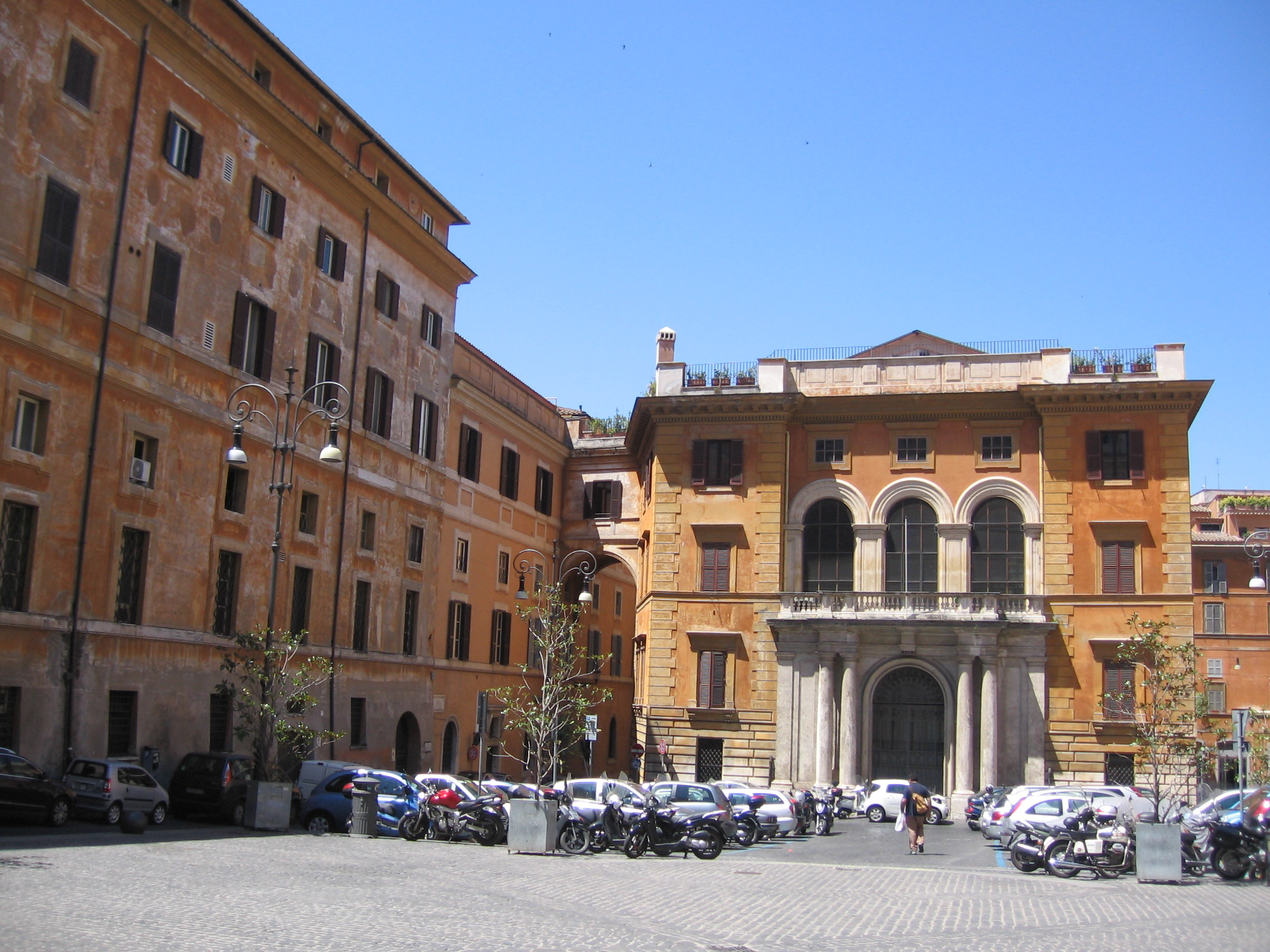
Institut biblique pontifical
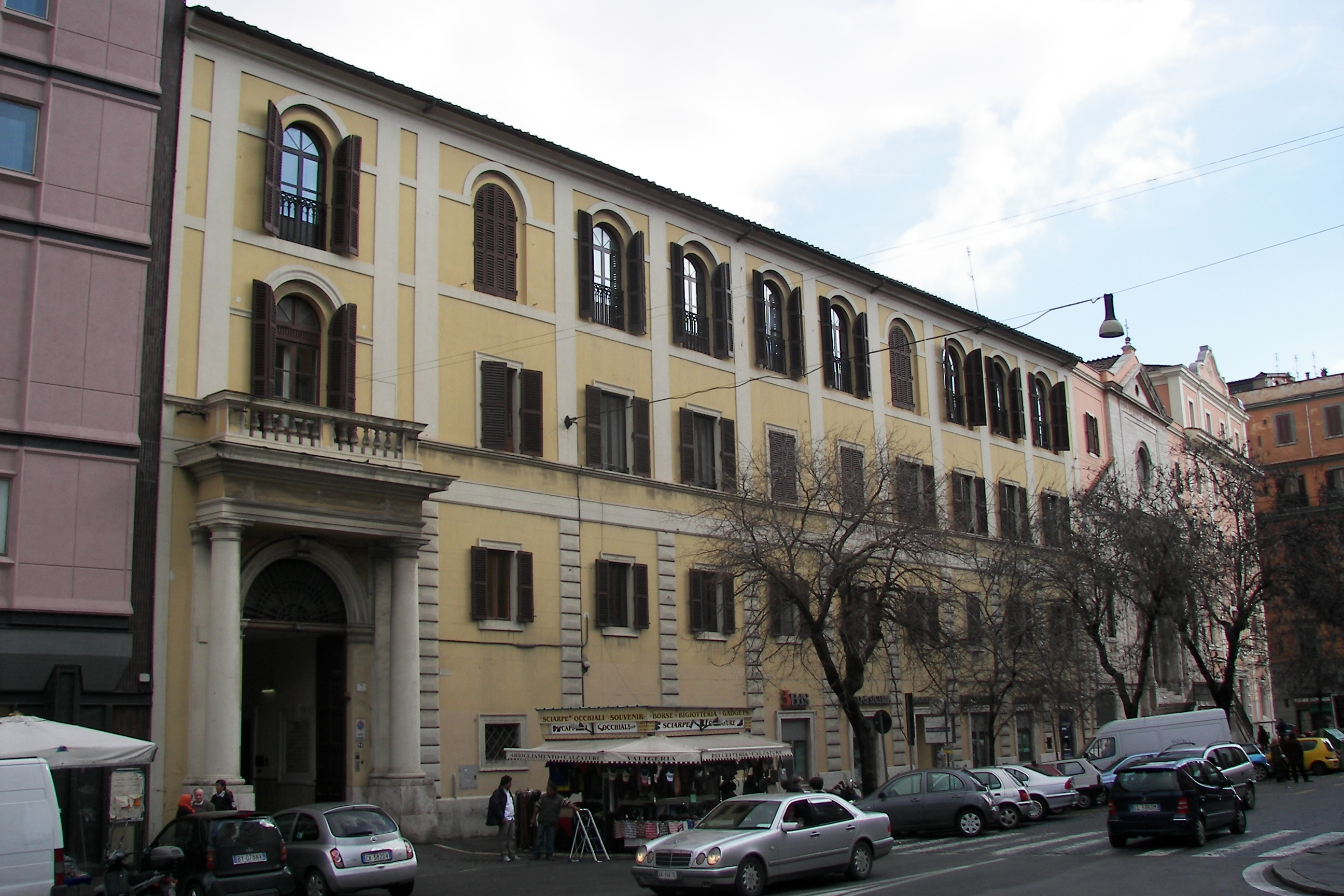
Institut pontifical oriental
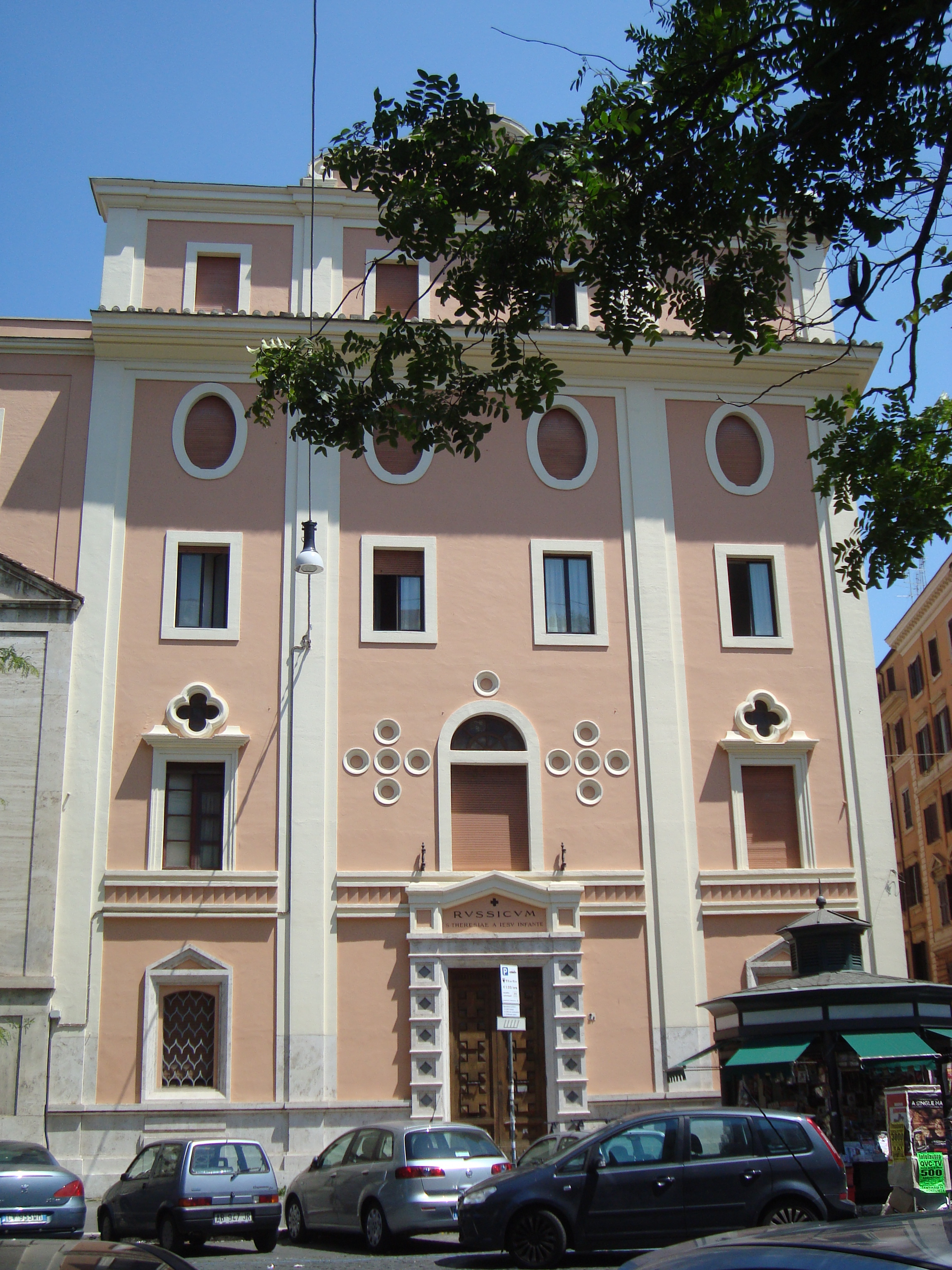
Collège Russicum

Le Palazzo della Dataria près du Palais du Quirinal n'est plus une propriété extraterritoriale du Saint-Siège, car échangé contre le Palazzo Pio.

### Hors Rome
- Assise, province de Pérouse : basilique Saint-François
- Lorette, province d'Ancône : basilique de la Sainte Maison
- Padoue, province de Padoue : basilique Saint-Antoine
- Vatican Advanced Technology Telescope

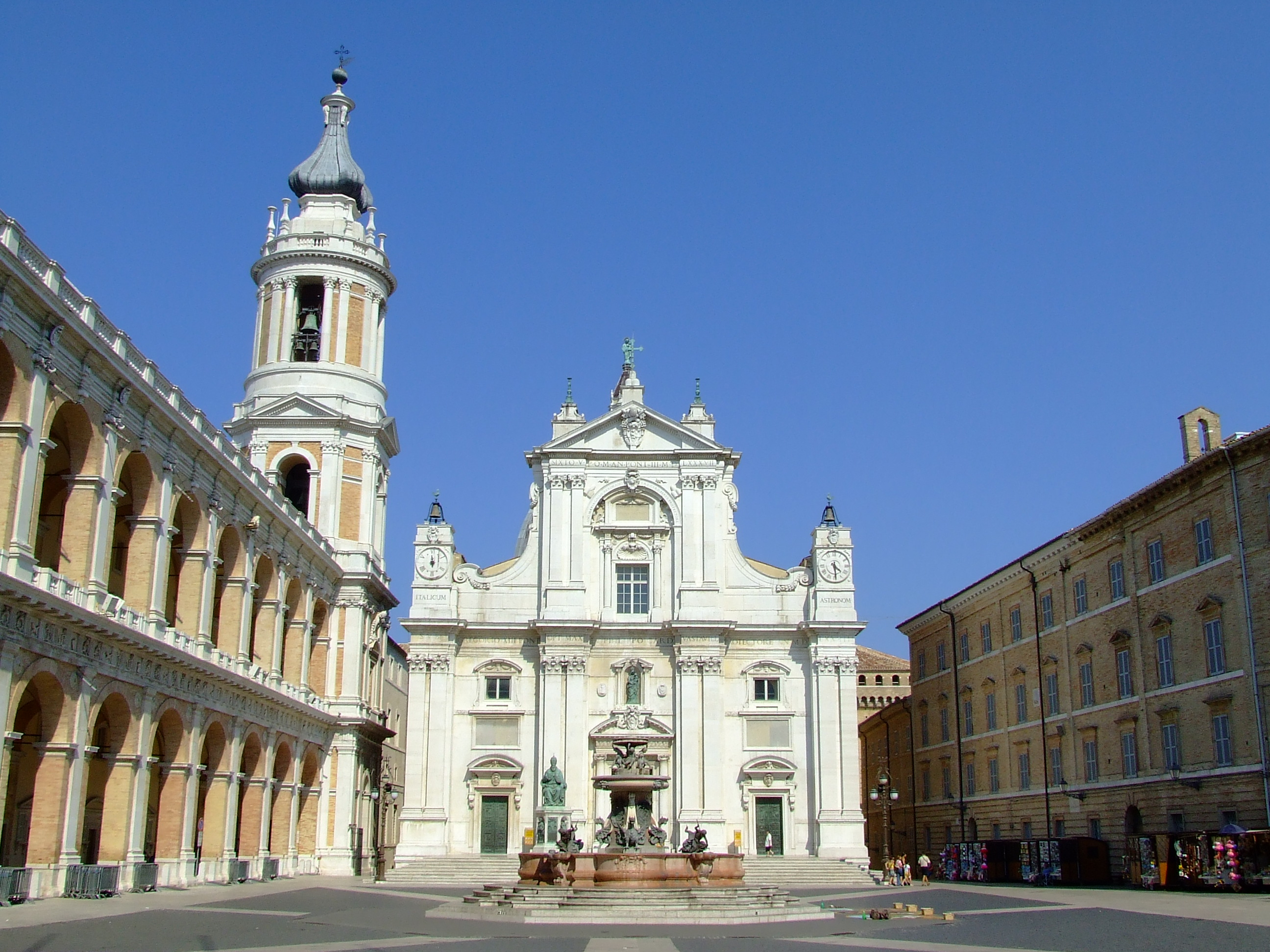
Basilique de la Sainte Maison, Lorette
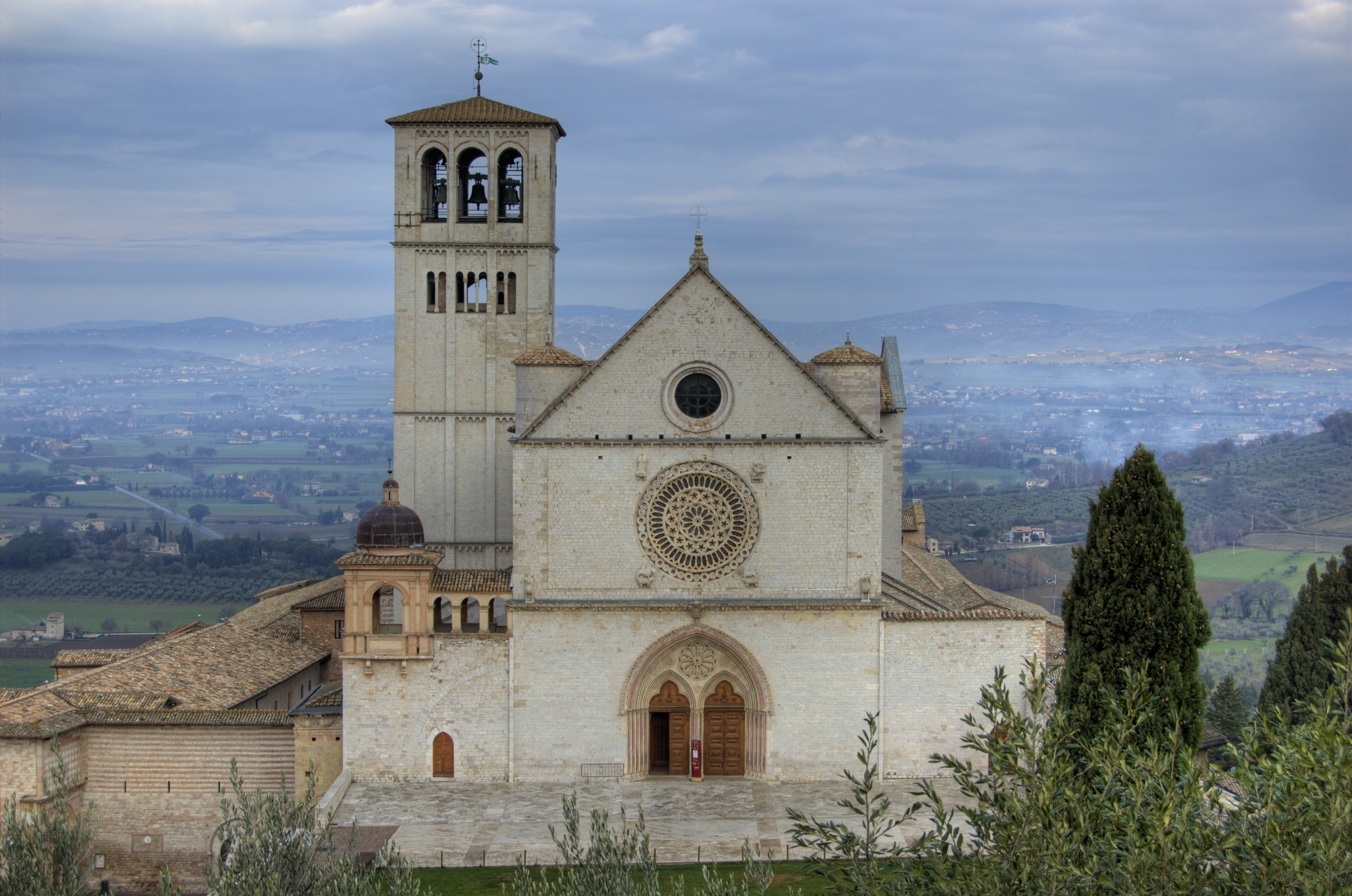
Basilique Saint-François, Assise
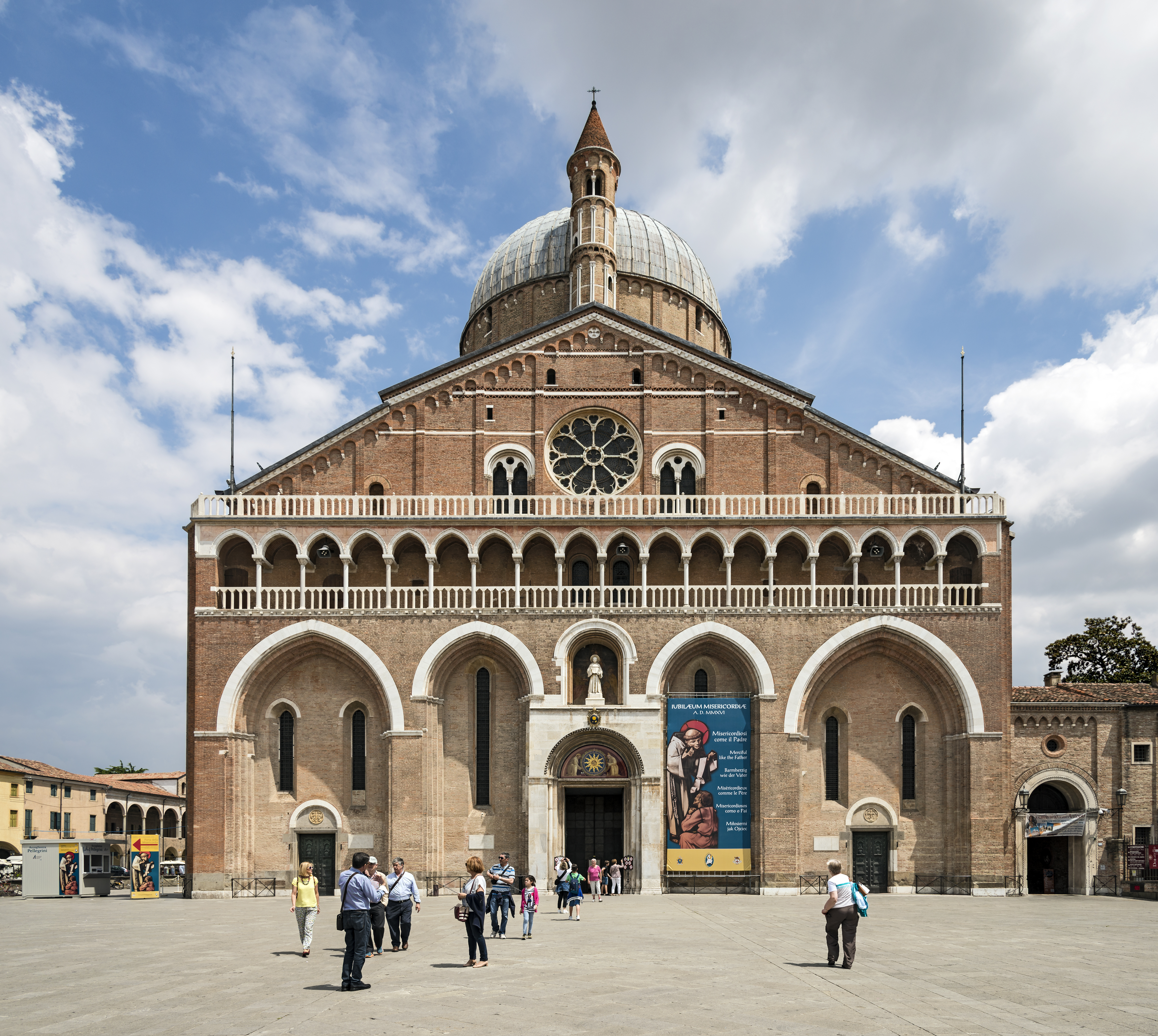
Basilique Saint-Antoine, Padoue

L'accord fondamental, signé en 1993, accorde au Saint-Siège des droits de propriété et des exonérations fiscales sur divers lieux saints chrétiens en Israël, mais l'accord n'a jamais été finalisé en raison de problèmes diplomatiques entre le Vatican et les gouvernements israéliens.